# Úpravna vody Nová Ves u Frýdlantu nad Ostravicí

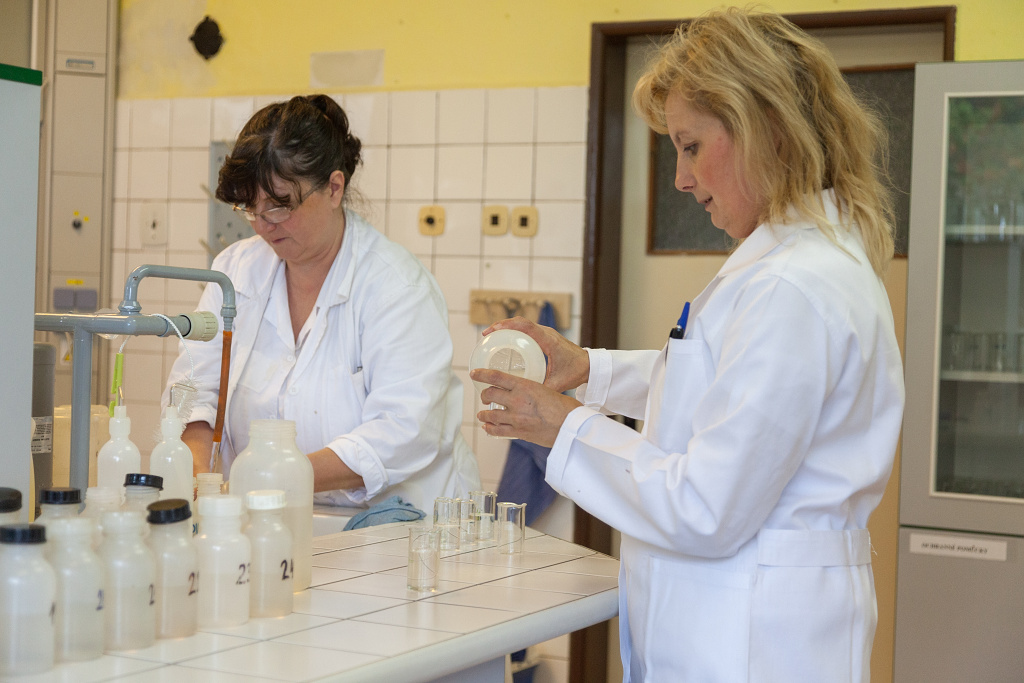
Úpravna vody Nová Ves u Frýdlantu nad Ostravicí - laboratoř kvality

Úpravna vody v Nové Vsi u Frýdlantu nad Ostravicí byla uvedena do provozu v roce 1969, dokončena byla až v roce 1973. Její kapacita se stavebními a technologickými úpravami postupně navyšovala až na současných 2 200 litrů za sekundu. Surovou vodou je zásobována z vodního díla Šance v Beskydech. Je součástí Ostravského oblastního vodovodu, provozuje ji společnost Severomoravské vodovody a kanalizace Ostrava a.s. Pitnou vodou zásobuje téměř 60 měst a obcí na Frýdecko-Místecku, Karvinsku, Novojičínsku, Opavsku, Ostravsku a také v příhraniční části Polska (Jestrebie-Zdroj).

## Historie
Souběžně s výstavbou úpravny vody probíhalo budování údolní nádrže Šance na toku Ostravice nad stejnojmennou obcí u Starých Hamrů. Současně se stavbou nádrže a úpravny vody byly budovány přívodní řady a vodojemy. Vzhledem k tomu, že Frýdecko-Místecko vykazovalo zvýšenou poptávku po dodávkách pitné vody, bylo rozhodnuto využít již postavené objekty a technologie (byl dokončen přivaděč surové vody z prostoru pod hrází, vodojem, armaturní komora a vybudován byl přívodní řad k Bašce a Frýdku-Místku) tak, aby došlo k uspíšení zásobování obyvatelstva. S odběrem 80 litrů za sekundu z již hotového vývaru přehrady Šance se začalo v červenci roku 1969. Toto provizorium trvalo do května 1971, kdy byla na ještě nedokončené úpravně uvedena do provozu nová technologie úpravy vody - mikrofiltry. Kapacita úpravny vzrostla o 300 litrů za sekundu.
V prosinci 1983 došlo k rozšíření úpravny o další dva pískové filtry. Kapacita se tak zvýšila až na 1800 litrů za sekundu. Následně došlo k dalšímu rozšíření a konečná kapacita úpravny dosáhla 2 200 litrů za sekundu.
V 90. letech 20. století došlo k realizaci dalších modernizací a rekonstrukcí (malá vodní elektrárna vyrábějící elektřinu s využitím potenciálu dopravované vody v potrubí, vybudován lapák písku k lepší separaci pískových zrn, Dávkování oxidu chloričitého, kompletní automatizace úpravny).

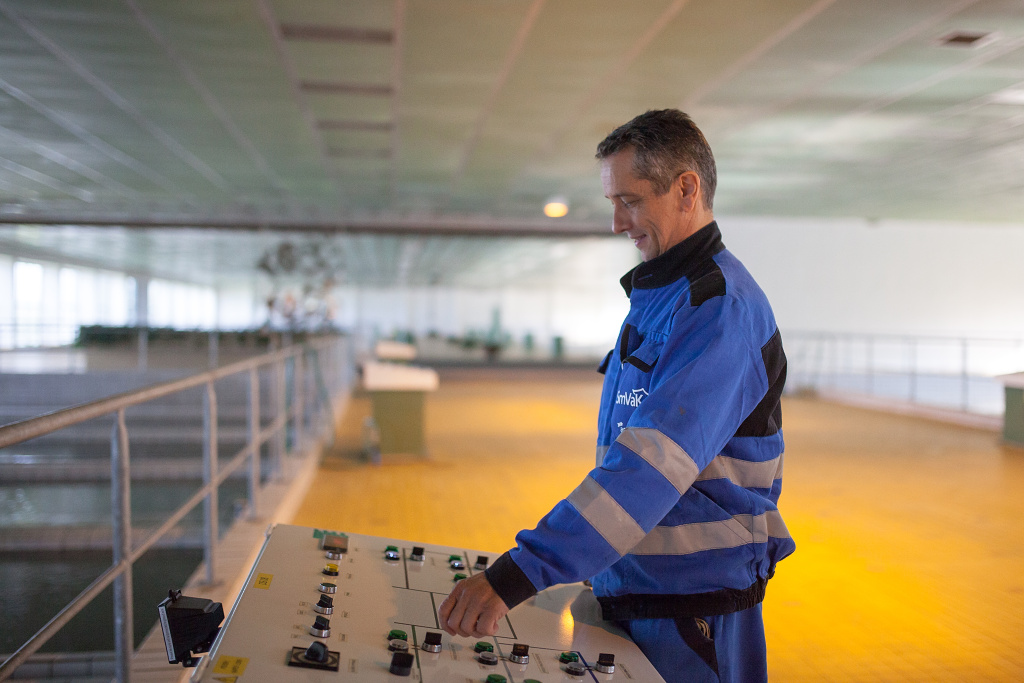
Úpravna vody Nová Ves u Frýdlantu nad Ostravicí - obsluha pískových filtrů

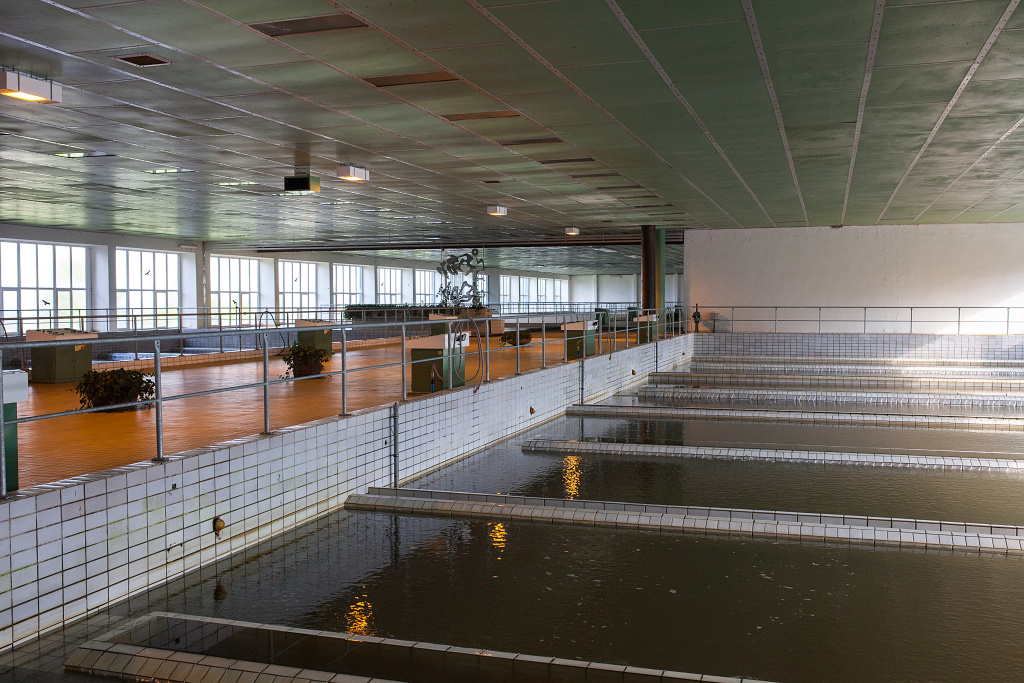
Úpravna vody Nová Ves u Frýdlantu nad Ostravicí - pískové filtry

## Technologie

### Dodávaná voda
Surová voda je dodávána gravitačně z přehrady Šance. Voda je nízce mineralizovaná, velmi měkká až měkká, slabě alkalické reakce. Jde o velmi kvalitní vodu s nízkým obsahem dusičnanů. Z úpravny směřuje voda gravitačně a částečným čerpáním dvěma přivaděči Beskydského skupinového vodovodu převážně přes vodojemy do spotřebišť.

### Proces úpravy
Surová povrchová voda je do úpravny vody přiváděna na otevřené pískové rychlofiltry. Jako koagulant se před filtry dávkuje síran hlinitý a je prováděna předoxidace surové vody (chorem a chlordioxidem). Do upravené vody je dávkováno vápno ve formě vápenné vody pro zvýšení pH a plynný chlor. Od r. 1996 je v provozu zařízení na výrobu a dávkování chlordioxidu. Prací vody z praní filtrů jsou zahušťovány ve dvou horizontálních sedimentačních nádržích a po kondicionování s vápnem zpracovávány na kalolisech.